# Arcade (Dimitri Vegas & Like Mike vs. W&W)
Arcade is een nummer van het Belgische dj- en producerduo Dimitri Vegas & Like Mike en van het Nederlandse dj- en producerduo W&W.
Dit is de opvolger van Waves, dat ze ook samen maakten. Dat werd het anthem voor Tomorrowland 2014. Het nummer bereikte de 37e positie in de Vlaamse Ultratop 50 en werd ook in Wallonië en Frankrijk een hit.